# Grąbkowo (Potęgowo)
Grąbkowo (deutsch Grumbkow, kasch. Grãbkòwò) ist ein Dorf in der polnischen Woiwodschaft Pommern und gehört zur Landgemeinde Potęgowo (Pottangow) im Powiat Słupski (Kreis Stolp).

## Geographische Lage und Verkehrsanbindung
Grąbkowo liegt in Hinterpommern, etwa  25 Kilometer östlich der Kreisstadt Słupsk (Stolp) und ist über Darżyno (Darsin) an der polnischen Landesstraße 6 (ehemalige deutsche Reichsstraße 2, heute auch Europastraße 28) und auch über Łupawa (Lupow) an der Woiwodschaftsstraße 211 zu erreichen. Der Ort entstand durch administrative Zusammenlegung der Gutshöfe
Gut Grumpkow, Gut Darsin, der dazugehörigen Landarbeitersiedlung Neudarsin und dem Gut Schöneichen.  Die nächste Bahnstation ist Potęgowo und liegt in sechs Kilometern Entfernung an der Staatsbahnstrecke von Danzig nach Stargard.

## Geschichte
Das frühere Gut Grumpkow gilt als Stammsitz des pommerschen Adelsgeschlechts Grumbkow. Der König und Pommernherzog Erich I. belehnte 1457 die von Grumbkow mit den Gütern Grumbkow, Runow (heute polnisch: Runowo), Zechlin (Żychlin) und Poganitz (Poganice). Durch Erbschaft kamen die vier Güter an Klaus von Massow, der Grumbkow und Zechlin 1529 an Michael von Boehn verkaufte. 1679 dann wurde Grumbkow von Joachim Ernst von Grumbkow erworben.
Im Jahre 1707 ging Grumbkow auf Gneomar von Zitzewitz über und wurde – nach einer Auseinandersetzung zwischen den Familien von Boehn und von Massow – 1725/26 Paul Anton von Massow zugesprochen. Bereits 1764 wurde Grumbkow an den Geheimen Rat Michael Ernst von Boehn, Landrat des Schlaweschen Kreises, verkauft. Sein Sohn Adam Joachim Wilhelm von Boehn, der es 1773 übernahm, hat die Schäferei Damrow ausgebaut und das Vorwerk Schönfelde und andere Ländereien angelegt.
Um 1784 hatte Grumbkow ein Vorwerk, zehn Bauern, vier Kossäten, eine Schmiede, einen Schulmeister, auf der Feldmark eine Schäferei mit vier Kossäten und acht Büdnern und die Kolonie Schönfeld mit einem Vorwerk, vier Bauern und vier Büdnern – bei insgesamt 46 Haushaltungen.

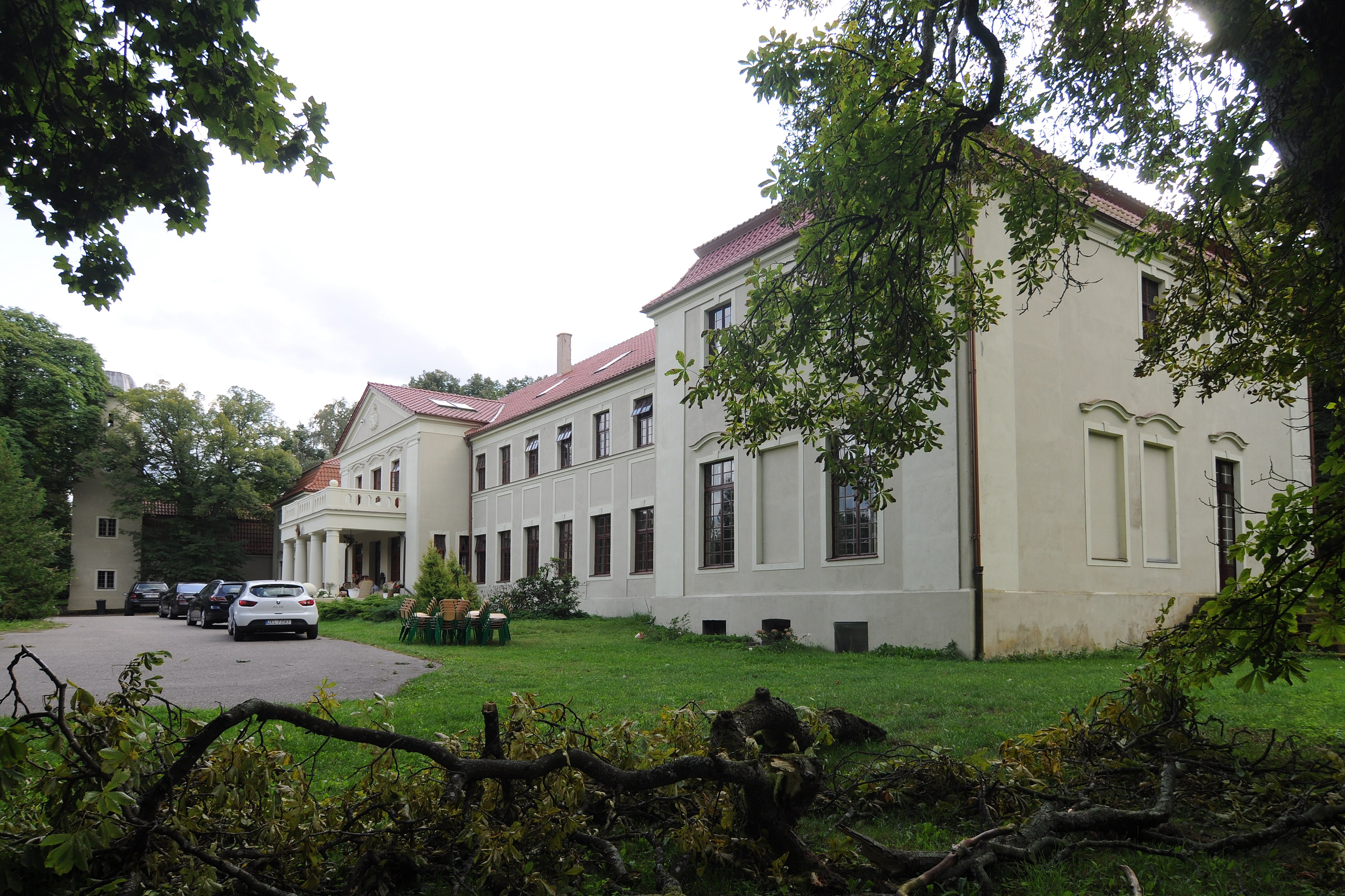
Gutshaus Grumbkow

Zwischen 1797 und 1804 war das Gut im Besitz des Generalmajors Gebhard Leberecht von Blücher, danach erhielt es Georg Ludwig Fabian Freiherr von Puttkamer und blieb bis zum Ende des 19. Jahrhunderts im Besitz dieser Familie. Ferdinand Freiherr von Puttkamer tauschte es dann 1893 gegen das Grundstück in der Jägerstraße 25 in Berlin ein, wobei der Wert von Grumbkow mit einer Million Mark, der des Berliner Grundstücks mit 1,2 Millionen Mark angesetzt wurde.
Neuer Besitzer wurde Richard Beese, und 1894 Prinz Carl von Isenburg und Büdingen-Birstein. Das heruntergewirtschaftete Gut kam 1897 zur Zwangsversteigerung und dadurch in den Besitz von Arthur von Livonius, dessen gleichnamiger Sohn es von ihm übernahm. Letzter Herr auf Grumbkow war Achim von Livonius.
Im Jahre 1910 waren in Grumbkow 301 Einwohner registriert. Ihre Zahl betrug 1933 noch 296 und stieg bis 1939 auf 360.
Bis 1945 gehörte die Gemeinde Grumbkow zum Landkreis Stolp im Regierungsbezirk Köslin der Provinz Pommern. Grumbkow war Sitz des gleichnamigen Amts- und Standesamtsbezirks, in den auch die Gemeinden Darsin (Darżyno), Schöneichen (Dąbrówno) und Poganitz (Poganice) eingegliedert waren. Amtsgerichtsbereich war Stolp.
Gegen Ende des Zweiten Weltkriegs wurde Grumbkow am 9. März 1945 von der Roten Armee  besetzt. Am gleichen Tag hackten Sowjetsoldaten Arthur von Livonius Arme und Beine ab und warfen ihn den Schweinen zum Fraß vor, erschossen den Zivilisten Stenzel und unter den anwesenden ostpreußischen Flüchtlingen einige Bauern. Nach diesen Ereignissen flohen Dorfbewohner in die umliegenden Wälder. Nach Kriegsende wurde Grumbkow unter polnische Verwaltung gestellt. Häuser und Gehöfte wurden von Polen beschlagnahmt und besetzt. Grumbkow wurde in Grąbkowo umbenannt. Frau von  Livonius starb am 18. Februar 1947 in Grumbkow und wurde dort beigesetzt. Sämtliche Dorfbewohner wurden vertrieben. 
Später wurden in der Bundesrepublik Deutschland 191 und in der DDR 126 aus Grumbkow vertriebene Dorfbewohner ermittelt.
Das Dorf ist heute ein Ortsteil der Gmina Potęgowo im Powiat Słupski in der Woiwodschaft Pommern (1975 bis 1998 Woiwodschaft Słupsk). Hier leben etwa 430 Einwohner.

## Kirche
Vor 1945 war die Bevölkerung von Grumbkow überwiegend evangelischer Konfession. Das Dorf war in das Kirchspiel Lupow (heute polnisch: Łupawa) im Kirchenkreis Stolp-Altstadt in der Kirchenprovinz Pommern der Kirche der Altpreußischen Union eingepfarrt. Letzter deutscher Geistlicher war Pfarrer Gerhard Gehlhoff.
Seit 1945 lebt in Grąbkowo eine fast ausnahmslos katholische Einwohnerschaft. Der Bezug zum Pfarrsitz ist geblieben: die – nun freilich katholische – Pfarrei Łupawa gehört jetzt allerdings zum neugebildeten Dekanat Łupawa im Bistum Pelplin der Katholischen Kirche in Polen. Hier lebende evangelische Kirchenglieder sind in die Kreuzkirchengemeinde in Słupsk (Stolp) in der Diözese Pommern-Großpolen der Evangelisch-Augsburgischen Kirche in Polen eingegliedert.

## Schule
Die Volksschule in Grumbkow war im Jahre 1932 einstufig. Sie hatte eine Klasse und einen Lehrer, der 46 Schulkinder unterrichtete. Der letzte deutsche Lehrer war Fritz Neubieser.